# Schwaben Open
Lo Schwaben Open è un torneo professionistico di tennis giocato sulla terra rossa, che fa parte dell'ATP Challenger Tour. Si gioca annualmente dal 2019 a Augusta, in Germania, dove è stato rilocalizzato l'IsarOpen, cancellato dopo un'edizione per problemi logistici di sovrapposizione nel calendario con la German Tennis Bundesliga, il campionato nazionale per circoli di tennis tedeschi. Nel 2020 e 2021 non si sono svolte le edizioni per la pandemia di covid-19. L'edizione del 2022 è stata cancellata per la mancanza di risorse finanziarie, il torneo è stato quindi riprogrammato per il 2023.

## Albo d'oro

### Singolare
| Anno       | Campione         | Finalista          | Punteggio     |
| ---------- | ---------------- | ------------------ | ------------- |
| 2024       | Timofej Skatov   | Elmer Møller       | 3–6, 7–5, 6–3 |
| 2023       | Carlos Taberner  | Oriol Roca Batalla | 6–4, 6–4      |
| 2022- 2020 | Non disputato    | Non disputato      | Non disputato |
| 2019       | Yannick Hanfmann | Emil Ruusuvuori    | 2–6, 6–4, 7–5 |

### Doppio
| Anno       | Campione                           | Finalista                                         | Punteggio        |
| ---------- | ---------------------------------- | ------------------------------------------------- | ---------------- |
| 2024       | Jakob Schnaitter Mark Wallner      | David Pichler Michael Vrbenský                    | 3–6, 6–2, [10–8] |
| 2023       | Constantin Frantzen Hendrik Jebens | Constantin Bittoun Kouzmine Volodymyr Uzhylovskyi | 6–2, 6–2         |
| 2022- 2020 | Non disputato                      | Non disputato                                     | Non disputato    |
| 2019       | Andrei Vasilevski Igor Zelenay     | Ivan Sabanov Matej Sabanov                        | 4–6, 6–4, [10–3] |